# 敷名元範
敷名 元範（しきな もとのり）は、戦国時代から安土桃山時代にかけての武将。毛利氏の一門衆で、父は毛利元就の異母弟である相合元綱。

## 生涯

### 出生
安芸国高田郡吉田の吉田郡山城を本拠地とする国人・毛利元就の異母弟である相合元綱の嫡男として出まれる。
具体的な生年は不明であるが、大永4年（1524年）に父・元綱が死去した時点ではまだ幼かったため、永正年間末から大永年間初め頃に生まれたと考えられる。
なお、後に元範が治めた備後国世羅郡敷名村に所在する今原八幡神社に伝わる棟札の写しでは元範の生年の干支を辛巳としており、大永元年（1521年）が該当する。ただし、棟札の写しの文章に不審な点があることから、明治24年（1891年）に今原八幡神社が焼失した後に棟札の写しが作成された可能性も指摘されており、大永元年（1521年）が正しい生年であるかは不明である。
また、『閥閲録』巻41「馬屋原彌四郎」に収録された馬屋原家の系譜によると、弘治元年（1555年）時点で26歳、文禄4年（1595年）に64歳で死去と記載されているが、これを逆算すると享禄3年（1530年）または天文2年（1532年）生まれとなり、父・元綱の死の数年後に誕生したこととなるため、信憑性に疑問符が付く。
以上のように、元範の生年については諸説あるものの、いずれも不審な点があるため、正しい生年は不明である。

### 相合殿事件
大永3年（1523年）7月に毛利氏重臣の協議により毛利元就が毛利氏の家督を相続して以降、元就の家督相続に不満を持ったためか、毛利氏重臣の渡辺氏が尼子氏重臣の亀井秀綱を色々と頼みにするようになるなど不穏な動きを見せ始め、渡辺氏、坂氏、桂氏ら有力家臣の一部が関与して相合元綱を毛利氏当主に擁立しようとした。
家督を相続したばかりの元就はこのような反元就の動きを放置するわけにいかず、大永4年（1524年）4月8日に元就は元綱を討ち果たし、渡辺勝、坂広秀、桂広澄らをはじめとする渡辺氏、坂氏、桂氏への粛清を行うという果断な処置を断行した。
元就はこの事件を元綱による謀反ではなく、尼子氏による不当な介入の結果の不本意な粛清と捉え、粛清対象を直接の関係者に限定してその子弟にまでは累を及ぼさない方針を採ったため、元範は誅殺された元綱の嫡男でありながら、連座を免れて助命されている。
天文2年（1533年）9月、毛利元就は尼子氏に味方する備後国世羅郡敷名郷の大笹山城主・敷名民部大輔を攻めたとされ、元就は攻め取った大笹山城を元範に与え、元範はその在名から名字を「敷名」へと改めたとされる。

### 毛利氏一門衆
天文19年（1550年）7月12日から7月13日にかけて元就によって安芸井上氏が粛清された直後の7月20日に毛利氏家臣団238名が連署して毛利氏への忠誠を誓った起請文においては、31番目に「敷名少輔四郎元範」と署名している。
天文21年（1551年）8月14日、元範の子とされる敷名元喬や佐々部清正と共に敷名村の八幡宮（後の敷名八幡神社）を再興する。
天文22年（1553年）には元就に滅ぼされた江田氏の跡を継いで旗返城主となっている。
弘治3年（1557年）12月2日、防長経略が終わった後の毛利氏家臣239名が名を連ねて軍勢狼藉や陣払の禁止を誓約した連署起請文において、88番目に「敷名兵部大夫」と署名する。
永禄元年（1558年）11月2日に伊勢神宮の御師であった村山武恒が記した神田寄進状において、敷名の内の「はま田」の1段3斗、「ゑ田」の1段7斗代を寄進した人物として、「毛利兵部大輔殿」の名前で記録される。
永禄7年（1564年）11月11日、尼子氏攻めのため出雲国島根郡に在陣していた元範は備後国人で九鬼城主・馬屋原信春の妻に書状を送り、信春の遺言通りに信春の嫡男・馬屋原宮寿丸が家督を継ぎ、宮寿丸が元服するまでの間は元範の子である馬屋原元信が陣代として後見することが決まったため、元信を備後国三谿郡江田郷へ帰すと伝えると共に、贈られた樽2つ分の肴を賞翫したことを伝えている。なお、後に馬屋原宮寿丸が早世したため、本来は陣代の立場であった元信が馬屋原氏を相続している。
元亀2年（1571年）3月、備中松山城主・三村元親は浦上宗景の家臣である岡本秀広や宇喜多直家の家臣である河口左馬進と原二郎九郎らが守る備中佐井田城への攻撃を決めたことを毛利元就と輝元に連絡したため、3月30日に元就と輝元は粟屋就方に対し、もし三村元親が援軍を求めてきた場合は元範と協力し、三村親成と相談して事に当たるように命じている。
しかし、同年5月には篠原長房による備前国児島への侵攻や、浦上宗景と宇喜多直家による備中国への侵攻が始まったため、その防衛に専念する必要上、三村元親の佐井田城攻撃は延期となった。そこで三村元親は毛利氏の備後衆を援軍としての多治部城攻略を元就に提案したが、小早川隆景が香川光景と長就連を派遣して内々に多治部城の調略を進めていたため、三村親成からも調略を進めるように伝え、5月13日には元範を大将として数人の備後衆を率いさせて陸路で備中国出陣させる意向を渡辺某と岡就栄に示している。また、5月24日に元就は小方元信を元範と粟屋就方のもとに派遣して、相談して事に当たるように命じている。なお、その後の毛利軍の奮戦により篠原長房、浦上宗景、宇喜多直家らの侵攻が阻止されて備中国の情勢は小康状態となったため、同年9月に三村元親による佐井田城攻撃が開始されている。

### 晩年
没年は不詳であるが、元範は天正9年（1581年）に作成された『村山家檀那帳』にも備後国江田の領主毛利兵部太夫殿として現れ、少なくともこの頃までは生存していたと考えられる。
なお、『閥閲録』巻41「馬屋原彌四郎」に収録された馬屋原家の系譜によると、元範は文禄4年（1595年）10月30日に64歳で死去したと記載されているが、文禄4年10月は小の月であるため29日までであり10月30日が存在していないことや、死去時の年齢から逆算した生年が父・元綱の死の数年後となることから、馬屋原家の系譜の記載には疑問符が付く。
元範の子孫は馬屋原氏を称し、毛利氏の防長移封に従って萩に移住、長州藩大組として続いた。毛利輝元側近の元貞の頃より名字を前原とし、後に馬屋原に復した。その後、長州藩士で後に貴族院議員となった馬屋原彰、馬屋原二郎は、その末裔である。

## 家系
```
毛利弘元

　 ┣━━━┳━━━━━━━━━━━━━━━━━━━━┳━━━━┳━━━━┓
　
興元
　　 
元就
　　　　　　　　　　　　　　　　　　　　　　　　　　　
相合元綱
 　 
北就勝
 　　
見付元氏
?
 　┃　　　　 ┣━━━┳━━━━┳━━━━━┓　　　　　　 　┃
 
幸松丸
　 
隆元
 　
吉川元春
　
小早川隆景
　 
穂井田元清
　　
敷名元範

　　　　　　 　┃　　　　 ┃　　　　　  │　　　　　　 　┃　　　　 　　　┣━━━━━┓
　　　　　 　
輝元
　　　
広家
　 　　　
秀秋
　　　　 　 
秀元
　 　　　
前原元政
　　 
馬屋原元詮
（前原休閑）
　　　　　 　　┃　　　　 ┃　　　　　　　　　　　　　　　┃　　　　　　 　┃
　　　　　　 
秀就
　　　
広正
 　　　　　　　　　　　　　
光広
　　　　　　
元貞

　　　　　 　　┃　　　　 ┃　　　　　　　　　　　　　　　┃　　　　　　　 ┣━━┓
　　　　 　　
綱広
　　　
広嘉
　　　　　　　　　　　　　 
綱元
　　　　　　
之貞
　　
就宗
```